# Physocephala marginata
Physocephala marginata är en tvåvingeart som först beskrevs av Thomas Say 1823.  Physocephala marginata ingår i släktet Physocephala och familjen stekelflugor. Inga underarter finns listade i Catalogue of Life.